# Amphoe Phu Wiang
Amphoe Phu Wiang (Thai: อำเภอ ภูเวียง) ist ein Landkreis (Amphoe – Verwaltungs-Distrikt) in der Provinz Khon Kaen. Die Provinz Khon Kaen liegt in der Nordostregion von Thailand, dem so genannten Isan.

## Geographie
Benachbarte Landkreise (von Nordosten im Uhrzeigersinn): die Amphoe Ubolratana, Nong Ruea, Chum Phae, Wiang Kao und Nong Na Kham in der Provinz Khon Kaen, sowie Amphoe Non Sang der Provinz Nong Bua Lamphu.
Am nördlichen und östlichen Rand des Bezirks befindet sich der Ubol-Ratana-Stausee.

## Geschichte
Ende der 1970er Jahre wurden in Nordost-Thailand mehrere Fossilien von Dinosauriern gefunden. Anfang der 1990er Jahre wurde im Landkreis Phu Wiang ein 15 Meter langer und drei Meter hoher Saurier zuerst in Thailand entdeckt, daher wurde er nach dem Landkreis und zu Ehren von Prinzessin Maha Chakri Sirindhorn Phuwiangosaurus Sirindhornae genannt. Ein Museum wurde in der Nähe der Fundstätte eingerichtet.

## Sehenswürdigkeiten
- Das Phu-Wiang-Dinosaurier-Museum (พิพิธภัณฑ์ไดโนเสาร์ภูเวียง) – Teil des „Phu Wiang Dinosaur Fossil Study and Research Centre“ mit Ausstellungen über den Ursprung der Erde, Geologie, Fossilien und natürlich Modellen von Dinosauriern.[2]
- Der Nationalpark Phu Wiang (อุทยานแห่งชาติภูเวียง) – mit Lehrpfaden für Touristen zu den Fundorten des Phuwiangosaurus.

## Verwaltungseinheiten

### Provinzverwaltung
Der Landkreis Phu Wiang ist in elf Tambon („Unterbezirke“ oder „Gemeinden“) eingeteilt, die sich weiter in 114 Muban („Dörfer“) unterteilen.
| Nr. | Name               | Thai        | Muban | Einw. |
| --- | ------------------ | ----------- | ----- | ----- |
| 1.  | Ban Ruea           | บ้านเรือ      | 0-    | 3.843 |
| 4.  | Wa Thong           | หว้าทอง      | 0-    | 5.260 |
| 5.  | Kut Khon Kaen      | กุดขอนแก่น    | 0-    | 9.188 |
| 6.  | Na Chum Saeng      | นาชุมแสง     | 07    | 6.722 |
| 7.  | Na Wa              | นาหว้า       | 11    | 8.330 |
| 10. | Nong Kung Thanasan | หนองกุงธนสาร | 16    | 9.270 |
| 12. | Nong Kung Soen     | หนองกุงเซิน   | 0-    | 6.087 |
| 13. | Song Pueai         | สงเปือย      | 05    | 6.597 |
| 14. | Thung Chomphu      | ทุ่งชมพู       | 08    | 4.635 |
| 16. | Din Dam            | ดินดำ        | 07    | 4.726 |
| 17. | Phu Wiang          | ภูเวียง       | 08    | 7.427 |

Hinweis: Die fehlenden Nummern (Geocodes) gehören zu den Tambon, die heute zu den Amphoe Wiang Kao und Nong Na Kham gehören
Die Daten der Muban liegen zum Teil noch nicht vor.

### Lokalverwaltung
Es gibt zwei Kommunen mit „Kleinstadt“-Status (Thesaban Tambon) im Landkreis:
- Phu Wiang (Thai: เทศบาลตำบลภูเวียง) besteht aus Teilen des Tambon Phu Wiang.
- Nong Kung Thanasan (Thai: เทศบาลตำบลหนองกุงธนสาร) besteht aus dem gesamten Tambon Nong Kung Thanasan.

Außerdem gibt es zehn „Tambon-Verwaltungsorganisationen“ (องค์การบริหารส่วนตำบล – Tambon Administrative Organizations, TAO):
- Ban Ruea (Thai: องค์การบริหารส่วนตำบลบ้านเรือ)
- Wa Thong (Thai: องค์การบริหารส่วนตำบลหว้าทอง)
- Kut Khon Kaen (Thai: องค์การบริหารส่วนตำบลกุดขอนแก่น)
- Na Chum Saeng (Thai: องค์การบริหารส่วนตำบลนาชุมแสง)
- Na Wa (Thai: องค์การบริหารส่วนตำบลนาหว้า)
- Nong Kung Soen (Thai: องค์การบริหารส่วนตำบลหนองกุงเซิน)
- Song Pueai (Thai: องค์การบริหารส่วนตำบลสงเปือย)
- Thung Chomphu (Thai: องค์การบริหารส่วนตำบลทุ่งชมพู)
- Din Dam (Thai: องค์การบริหารส่วนตำบลดินดำ)
- Phu Wiang (Thai: องค์การบริหารส่วนตำบลภูเวียง)